# Umbre II
Umbre II este un serial românesc din 2017 regizat de Igor Cobileanski, Bogdan Mirică. Rolurile principale au fost interpretate de actorii Șerban Pavlu, Maria Obretin.

## Distribuție
Distribuția filmului este alcătuită din:
- Șerban Pavlu — Relu
- Diana Dumbravă — Soția Căpitanului - 2 ep.
- Olivia Niță — Dana - 2 ep.
- Dorel Vișan — Toma
- Maria Obretin — Gina
- Dan Hurduc — Chuckie
- Teodor Corban — Anghel - 2 ep.
- Costel Cașcaval — Nicu
- Vitalie Bantaș — Paganel - 4 ep.
- Sergiu Costache — Sabin
- Sorin Cociș — Tănase
- Laurențiu Bănescu — Emilian - 4 ep.
- Andreea Vasile — Nico
- Mădălina Craiu — Magda
- Mihai Călin — Sebastian - 3 ep.
- Adrian Titieni — Andronache - 1 ep.
- Ghassan Bouz — Băiat turc - 1 ep.
- Tatiana Iekel — Bătrâna doamnă -1 ep.
- Gabriel Huian — Teddy
- Sandu Mihai Gruia — Nea Geamanu' - 4 ep.
- Augustin Viziru — Romică - 1 ep.
- Doru Ana — Căpitanu'
- Silvana Mihai — Sasha - 5 ep.